# Swiss Indoors 1999
Lo Swiss Indoors 1999, noto anche come Davidoff Swiss Indoors per motivi di sponsorizzazione, è stato un torneo di tennis giocato sul cemento indoor.
È stata la 30ª edizione dell'evento e faceva parte delle International Series nell'ambito dell'ATP Tour 1999. Il torneo si è giocato alla St. Jakobshalle di Basilea, in Svizzera, dal 4 al 10 ottobre 1999.

## Campioni

### Singolare
Karol Kučera ha battuto in finale  Tim Henman con il punteggio di 6–4, 7–6(10), 4–6, 4–6, 7–6(2)

### Doppio
Brent Haygarth /  Aleksandar Kitinov hanno battuto in finale  Jiří Novák /  David Rikl con il punteggio di 0–6, 6–4, 7–5